# Tarzan, Bezwinger der Wüste
Tarzan, Bezwinger der Wüste (Originaltitel: Tarzan’s Desert Mystery) ist ein US-amerikanischer Abenteuerfilm von Wilhelm Thiele aus dem Jahr 1943. Grundlage für das Drehbuch waren die Tarzan-Romane von Edgar Rice Burroughs. Uraufgeführt wurde der Film am 26. Dezember 1943 in New York. In Deutschland wurde der Film erstmals am 28. April 1959 in den Kinos gezeigt.

## Handlung
Tarzan erhält einen Brief von Jane, die in London als Krankenschwester arbeitet. Sie bittet ihn, Medizin zum Senken von Fieber für die verwundeten britischen Soldaten zu schicken. Die Pflanze, aus der das Mittel gewonnen wird, befindet sich in einem Teil des Dschungels, den man nur durch die Durchquerung einer Wüste erreichen kann. Tarzan, sein Adoptivsohn Boy und die Schimpansin Cheetah machen sich auf den Weg. Am Rande der Wüste treffen die drei auf eine Gruppe Männer, die einen wilden Hengst einfangen wollen. Tarzan weist die Männer, die von Karl Straeder angeführt werden, an, den Hengst freizulassen, der daraufhin voller Dankbarkeit Boy auf sich reiten lässt und die Männer zu einer Oase führt.
In der Oase hält sich die Zauberin Connie Bryce auf, die mit dem Anführer eines Wüstenstammes, Amir, spricht. Amir möchte, dass Connie einen Brief an seinen alten Universitätsfreund Prinz Selim überbringt. Selim ist der Sohn von Scheich Abdul El Khim, dem Herrscher über die Wüstenstadt Bir Herari. Die vorangegangenen Nachrichten konnten nicht überbracht werden, da die Boten nicht überlebten. Amir rät Connie zur äußersten Vorsicht. Nachdem Amir gegangen ist, wollen einige Nomaden ein paar Zauberkunststücke von Connie sehen. Connie fordert sie auf, sie durchzusägen. In dem Augenblick erscheint Tarzan und wähnt Connie in Lebensgefahr. Nach Connies „Befreiung“ erkennt er seinen Fehler und bietet ihr an, sie nach Bir Herari zu begleiten.
Als Tarzan auf dem Hengst, der auf den Namen Jayne hört, die Stadt erreicht, wird er von Karl und seinem Partner Paul Hendrix beschuldigt, das Pferd gestohlen zu haben. Tarzan wird verhaftet, beauftragt aber Boy, Connie zu beschützen. Hendrix bietet den Hengst dem Scheich als Geschenk dar. Prinz Selim misstraut jedoch den Männern. Connie beschließt, den Prinzen später am Abend zu treffen. Sie wird von Wachmännern zu Selim geführt, dem sie die Nachricht von Amir aushändigt. Darin warnt Amir Selim vor Straeder und Hendrix, die als Spione tätig sind und andere Stämme aufwiegeln und mit Waffen versorgen. Die beiden Spione belauschen das Gespräch und dringen, nachdem Connie gegangen ist, zu Selim vor und töten ihn. Sie wollen die Nachricht stehlen, doch Cheetah ist schneller und schnappt sich den Brief.
Hendrix bezichtigt Connie des Mordes an Prinz Selim. Sie wird verhaftet und zum Tode verurteilt. Mit Hilfe von Boy und Cheetah kann Tarzan aus seiner Zelle entkommen. Als Connie zum Galgen gebracht wird, galoppiert Tarzan auf Jayne heran und reißt sie zu sich aufs Pferd. Tarzan, Connie, Boy und Cheetah fliehen in die Wüste, werden aber von Hendrix und seinen Männern verfolgt. Als ein Sandsturm aufzieht, suchen sie Zuflucht in einer Karawanserei. Nach dem Sturm ziehen sie weiter zum Dschungel mit der Heilpflanze, immer noch gejagt von Hendrix. Als sie den Dschungel erreichen, verlässt Tarzan die anderen, um nach der Pflanze zu suchen.
Boy und Connie beschleichen Hendrix und Straeder. Immer noch werden sie von den Spionen und deren Männern verfolgt. Wieder im Dschungel wird Straeder von einem Löwen angegriffen. Eine Riesenechse erscheint aus dem Unterholz, woraufhin Connie und Boy Schutz in einer Höhle suchen. Dort gerät Boy in ein riesiges Spinnennetz. Cheetah alarmiert Tarzan, der sich an Lianen durch den Dschungel schwingt. Er bemerkt Hendrix, der mit einem Gewehr auf Connie anlegt. Tarzan lässt sich auf Hendrix herab und schubst ihn in das Spinnennetz. Tarzan befreit Boy, die Spinne nähert sich Hendrix. Tarzan, Boy und Connie kehren nach Bir Herari zurück. Dort übergibt Connie den Brief an den Scheich. Tarzan übergibt Connie, die zurück nach London reisen will, die Heilpflanze und kehrt mit Boy und Cheetah in sein Baumhaus zurück.

## Hintergrund
Der Film ist das achte Tarzan-Abenteuer mit Johnny Weissmüller in der Titelrolle. Wie im siebten Film Tarzan und die Nazis fehlt auch hier Maureen O’Sullivan als Jane. Otto Kruger ist ein Enkelsohn von Paul Kruger, dem Präsidenten des südafrikanischen Burenstaates Transvaal, Namensgeber des berühmten Kruger-Nationalparks und der Goldmünze Krugerrand. In einer Kleinrolle als Gefängniswärter ist Nestor Paiva zu sehen.
Für Regisseur Wilhelm Thiele und Produzent Sol Lesser war es der zweite Tarzan-Film. Ausstatter war der spätere Oscar-Gewinner Victor A. Gangelin.

## Kritiken
„Nach gängigen Mustern inszenierte ‚Tarzaniade‘, die sich selbst nicht so ganz ernstzunehmen scheint und deshalb von erheiternder Spannung ist“, befand das Lexikon des internationalen Films.

## Synchronisation
Die deutsche Synchronfassung entstand 1959 im MGM Synchronisations-Atelier Berlin.
| Rolle                 | Darsteller         | Synchronsprecher |
| --------------------- | ------------------ | ---------------- |
| Tarzan                | Johnny Weissmüller | Wilhelm Borchert |
| Connie Bryce          | Nancy Kelly        | Tilly Lauenstein |
| Hendrix               | Otto Kruger        | Kurt Waitzmann   |
| Scheich Abdul El Khim | Lloyd Corrigan     | Eduard Wandrey   |
| Prinz Selim           | Robert Lowery      | Gerd Vespermann  |
| Magistrat             | Frank Puglia       | Paul Wagner      |
| Prinz Ameer           | John Dehner        | Herbert Stass    |